# سليمان باشيبان
سليمان بن عبد الرحمن باشيبان (المتوفى 1180 هـ) الملقب سونن موجو أجونغ (بالإندونيسية: Sunan Mojo Agung)‏ إمام وعالم مسلم تولى القضاء في مدينة باسوروان وحصل على لقب أمير كانيقارا (بالإندونيسية: Pangeran Kanigara)‏، كما ساهم في مهمة الدعوة إلى دين الإسلام بها، وأقام مدرسة سيدوقيري الداخلية الإسلامية [الإندونيسية] سنة 1158 هـ/ 1745 م. ثم رحل إلى منطقة موجوأجونغ [الإندونيسية] آخر عمره وتوفي بها. ومن أبنائه عبد الوهاب المجاهد الذي حارب البرتغال وهولندا، وحسن وله معارك مع الهولنديين.
قدم والده عبد الرحمن إلى سيربون بجاوة الغربية في مستهل القرن الثامن عشر الميلادي وتزوج خديجة بنت سلطان سيربون، فهو أول من دخل من آل باشيبان إلى جاوة.

## نسبه
سليمان بن عبد الرحمن بن عمر بن عبد الله بن عبد الرحمن بن عمر بن محمد بن أحمد بن أبي بكر باشيبان بن محمد أسد الله بن حسن الترابي بن علي بن الفقيه المقدم محمد بن علي بن محمد صاحب مرباط بن علي خالع قسم بن علوي بن محمد بن علوي بن عبيد الله بن أحمد المهاجر بن عيسى بن محمد النقيب بن علي العريضي بن جعفر الصادق بن محمد الباقر بن علي زين العابدين بن الحسين السبط بن علي بن أبي طالب، وعلي زوج فاطمة بنت محمد ﷺ.
فهو الحفيد 28 لرسول الله محمد ﷺ في سلسلة نسبه.